# УСП-1
УСП-1 или «Тюльпан» (от Унифицированный Стрелковый Прицел, первый образец), индекс ГРАУ 1П29 — советский/российский бесподсветный универсальный оптический прицел, разработанный для прицельной стрельбы из автоматов семейства АК (АКМН, АК-74, АК74Н, АК-74М, АК-101, АК-102, АК-105), пулемётов РПК-74Н, пулемётов ПКМН и «Печенег» в любое время суток и года.
По сравнению с открытым механическим прицелом эффективность стрельбы стрелкового оружия по частоте поражения целей возрастает в 1,2—2 раза, а время на выполнение огневых задач сокращается в 1,5 раза. Разработан в ЦКБ «Точприбор» (Новосибирск). Производство налажено на Новосибирском приборостроительном заводе. Создан на основе британского прицела SUIT (Sight Unit Infantry Trilux).

## Конструкция
В конструкции прицела предусмотрен механизм ввода поправок и дальномерная шкала. Элементов питания не требуется. Оптическая схема прицела — призменная оборачивающая. Прицел легко монтируется на оружии с помощью стандартного бокового крепления «ласточкин хвост».

## Тактико-технические характеристики
Масса прицела, кг — 0,8
Масса прицела в комплекте, кг — 1,25
Увеличение, крат — 4
Поле зрения, град — 8 (14)
Удаление выходного зрачка, мм — 35
Диаметр выходного зрачка, мм — 6,5
Предел разрешения, сек — 13
Коэффициент светопропускания не менее, % — 70
Диапазон выверки линии прицеливания, тыс. :
по высоте — 0-0,4
по направлению — 0-0,4
Габаритные размеры (длина, высота, ширина), мм — 203×80×178
Температурный диапазон применения — −50 °C — +50 °C